# ポーク郡 (ノースカロライナ州)
ポーク郡（ポークぐん、英: Polk County）は、アメリカ合衆国ノースカロライナ州の西部に位置する郡である。2010年国勢調査での人口は20,510人であり、2000年の18,324人から11.9%増加した。郡庁所在地はコロンバス町（人口999人）であり、同郡で人口最大の自治体はトライアン町（人口1,646人）である。

## 歴史
ポーク郡は1855年にヘンダーソン郡とラザフォード郡の一部を合わせて設立された。郡名はアメリカ独立戦争の時に大佐だったウィリアム・ポークに因んで名付けられた。

## 郡政府
ポーク郡は地域の自治体委員会であるイソサーマル計画開発委員会のメンバーである。

## 地理

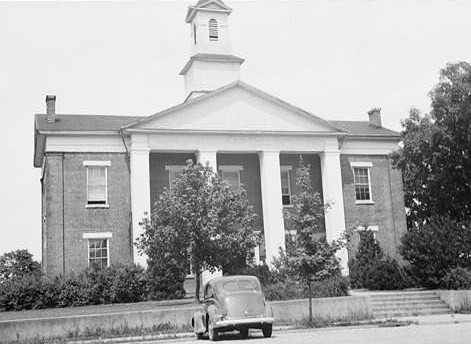
ポーク郡庁舎

アメリカ合衆国国勢調査局に拠れば、郡域全面積は239平方マイル (620 km2)であり、このうち陸地238平方マイル (620 km2)、水域は1平方マイル (2.6 km2)で水域率は0.31%である。
郡内最大の水域はアジャー湖であり、コロンバスの北5マイル (8 km) に位置している。
郡域の標高は、グリーン川とブロード川の合流点近くで800フィート (240 m) を切る所から、郡内最高峰であるトライアン峰とワイルドキャット・スパーの3,200フィート (980 m) 以上まで変化している。地形的には郡西部3分の1を占めるブルーリッジ山脈と、東部3分の2を占めるピードモント台地の2つに分かれる。この2つの地域の遷移域にあるため、フットヒルズ（麓丘陵部）とも呼ばれている。

### 郡区
ポーク郡は6つの郡区に分割されている。コロンバス、クーパーズギャップ、グリーンクリーク、サルーダ、トライアン、ホワイトオークの各郡区である。

#### 主要高規格道路

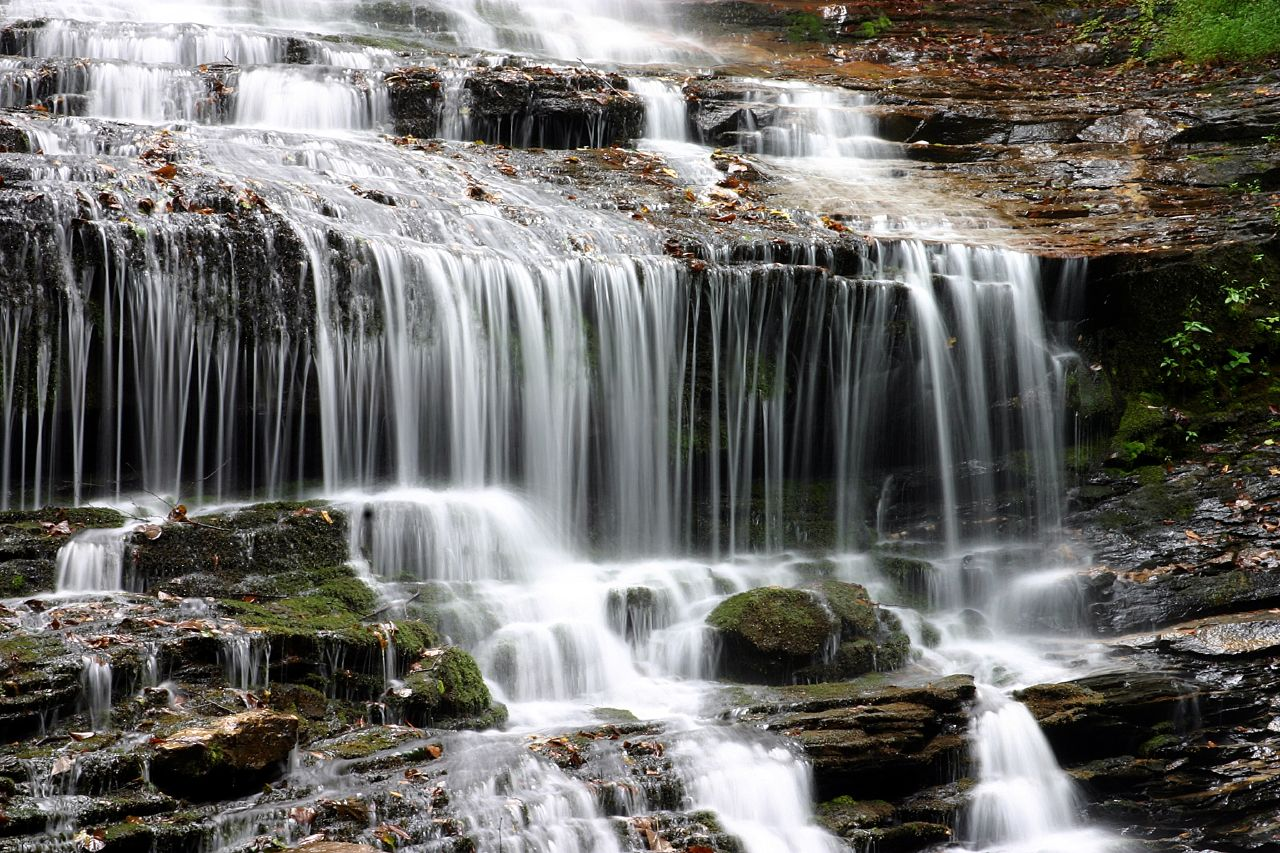
パコレット川のピアソンの滝

## 都市と町

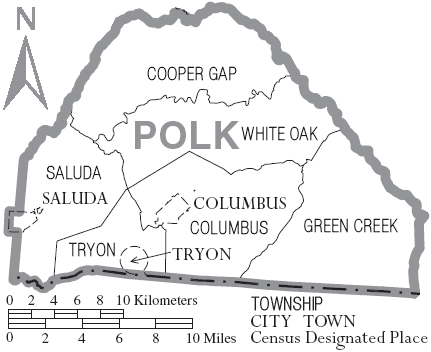
ポーク郡の自治体と郡区